# Michael Salazar
Michael Dwane Salazar Jr. (ur. 15 listopada 1992 w Nowym Jorku) – belizeński piłkarz z obywatelstwem amerykańskim występujący na pozycji napastnika, reprezentant Belize, od 2023 roku zawodnik amerykańskiego Miami FC.

## Kariera klubowa
Salazar urodził się w Nowym Jorku, jednak karierę piłkarską rozpoczynał w swojej ojczyźnie, w barwach juniorów Hankook Verdes z siedzibą w mieście San Ignacio Cayo, gdzie wówczas mieszkał. W późniejszym czasie powrócił jednak do Stanów Zjednoczonych i tam przez dwa lata uczęszczał do Canyon Springs High School. W 2011 roku rozpoczął studia na California Baptist University w Riverside, występując w tamtejszej drużynie CBU Lancers. Tam spędził dwa sezony, w każdym z nich zostając ogólnokrajowym mistrzem uniwersyteckich rozgrywek NCCAA, a także otrzymując nagrodę dla debiutanta roku konferencji PacWest. W 2013 roku przeniósł się do UC Riverside Highlanders, drużyny z placówki University of California. Następnie grał w OC Pateadores Blues i PSA Elite. W 2016 został zawodnikiem Montreal Impact.

## Kariera reprezentacyjna
Jako reprezentant juniorskich kadr Belize Salazar występował w pięciu kategoriach wiekowych – U-16, U-17, U-18, U-20 i U-21 – w trzech z nich (U-16, U-17, U-20) pełniąc rolę kapitana drużyny. W 2010 roku w barwach reprezentacji Belize U-20 wystąpił w kwalifikacjach do Młodzieżowych Mistrzostw Ameryki Północnej, lecz jego drużyna narodowa nie zdołała awansować do finałów rozgrywanego w Gwatemali turnieju, notując w eliminacjach dwie porażki. On sam wpisał się za to na listę strzelców w pojedynku z Salwadorem (1:6).
W seniorskiej reprezentacji Belize Salazar zadebiutował za kadencji amerykańskiego selekcjonera Iana Morka, 11 czerwca 2013 w zremisowanym 0:0 meczu towarzyskim z Gwatemalą. Dwa tygodnie później został powołany na Złoty Puchar CONCACAF, gdzie rozegrał wszystkie trzy spotkania, nie wpisując się na listę strzelców. Jego kadra, debiutująca wówczas w tych rozgrywkach, zanotowała komplet porażek i odpadła z rozgrywek już w fazie grupowej.